# Alexandre Beresnikoff
Pour les articles homonymes, voir Corvisart.
Alexandre Beresnikoff, né le 18 juin 1908, à Novorossisk en Russie et mort à Paris le 22 avril 1996 est un résistant français pendant la Seconde Guerre mondiale. Ayant rejoint le général de Gaulle à Londres en 1940, il devint sous le pseudonyme Corvisart, un des premiers agents des services secrets de la France Libre, le BCRA.
Apres la guerre,  il devient diplomate international à l'ONU.

## Origine et jeunesse
Né le 18 juin 1908, à Novorossisk en Russie, il est issu d'une vieille famille de la noblesse russe originaire de la principauté de Galitch. Son père, Alexis Beresnikoff, Conseiller d'État Actuel et Chambellan de l'Empereur, marié à Sophie Rogovitch est en voyage en famille en Europe au moment où éclate la Révolution de 1917. Ils décident d'attendre la fin de la Révolution en Belgique puis en France avant de rentrer dans leur pays : ils mourront en France. 
Alexandre, fils unique, parle quatre langues dont l'anglais, le français et l'allemand. La situation de sa famille étant devenue très précaire, il peut faire en Belgique ses études secondaires car il est pris en charge par les familles Fricero et Wrangel qui habitent Bruxelles. Il se lie d'amitié avec un autre "pensionnaire", Nicolas de Staël.
Il poursuit à Paris des études de droit et devient Docteur en droit en 1932 à 24 ans. Deux ans plus tard, il demande et obtient la nationalité française. Il trouve une succession d'emplois comme assistant d’un avocat américain, secrétaire de diverses affaires, chef de service de la Bourse dans une banque d’affaire parisienne.
Il choisit la carrière militaire en faisant l’école des officiers. Promu sous-lieutenant le 20 septembre 1933 puis lieutenant le 28 juillet 1937, il sert comme lieutenant observateur au 6ème Groupe du 20e régiment d'artillerie à  Poitiers, du 25 août 1939 à fin février 1940.

## La deuxième guerre Mondiale

### Campagne de Norvège
À partir de début mars, et jusqu’au 23 mai 1940, il est envoyé en tant qu’officier instructeur au sein de la Mission d’Artillerie Française en Finlande. 
En raison de ses connaissances de la région, il est ensuite muté à l’Etat-Major de la 1ère Division Légère de Chasseurs, au sein du Corps expéditionnaire français en Scandinavie, dont la principale opération fut la prise et l’occupation de la ville de Narvik lors de la campagne de Norvège, du 9 avril au 8 juin 1940, date à laquelle les Français et leurs alliés durent abandonner la ville aux Allemands.
Ses faits d'armes lui vaudront une Croix de Guerre à titre exceptionnel.

### Le BCRA
Après Narvik, il rejoint Londres en juillet 1940 et propose ses services au Général de Gaulle qui lui demande prendre le pseudonyme Corvisart (nom d'une station du métro parisien) et l'affecte comme adjoint du nouveau patron du BCRA, le Colonel Passy (pseudonyme d'André Dewavrin). Il prend en charge le service "Evasion". 
En août 1940, il est l'un des trois premiers volontaires envoyés en France occupée afin de  recueillir des renseignements sur les préparatifs allemands d'invasion de l'Angleterre. Il débarque dans la nuit du 3 au 4 août avec Maurice Duclos (dit Saint-Jacques) sur la plage de Saint Aubin sur Mer, près de Bayeux dans le Calvados. Leur arrivée est repérée par les allemands qui ne parviennent cependant pas à les arrêter. 
Le 8 août, Corvisart se sépare de Saint-Jacques et s'efforce de mener à bien sa mission de repérage des fortifications côtières et des mouvements de troupes d'occupation en Normandie. En raison de l'impossibilité de communiquer avec les bateaux britanniques, il ne peut rembarquer pour l’Angleterre. Il décide alors de franchir la ligne de démarcation le 9 novembre pour tenter de gagner le Portugal, pays neutre.
Passé par la Principauté d’Andorre et l’Espagne, il est finalement arrêté à Lisbonne le 22 novembre et y reste emprisonné jusqu'au 20 décembre 1940. Libéré à la demande du Consul britannique au Portugal, il parvient finalement à rejoindre Londres par la mer, le 16 janvier 1941.

### Les Forces françaises libres au Levant
En 1942, à sa demande, il rejoint Damas et l'Armée du Levant, avec sa femme, Jacqueline de Mascarel, épousée à Londres et qui s'est également engagée dans les FFL comme ambulancière. Il finira la guerre sur place sous les ordres du Général Catroux. Le 14 mars 1945, il reprend son nom d'origine d'Alexandre Beresnikoff.

## Diplomate après-guerre
La proposition du Général de Gaulle de le nommer Ambassadeur de France en Russie ayant été refusée par les autorités Russes, il va passer un intermède de deux ans au Congo Belge avec un de ses anciens camarades de classe Bruxellois.
Il devient ensuite fonctionnaire international à l'ONU. Il y fera toute sa carrière, d'abord à New York puis à Genève.

## Décès et postérité
Décédé à Paris le 22 avril 1996, il est enterré aux côtés de son épouse dans le cimetière d'Asnois (Vienne), petit village où il avait acheté une résidence secondaire.

### Décorations
- Officier de la Légion d'Honneur
- Ordre du mérite
- Médaille militaire (1939-1945)
- Croix de guerre Norvégienne